# Saison 2019-2020 de l'Association sportive de Béziers Hérault
Cette page présente la saison 2019-2020 de l'Association sportive de Béziers Hérault en Pro D2.

## Entraîneurs
- David Aucagne
- Pierre Caillet (à partir du 20 janvier 2019)
- Sébastien Logerot
- Gabriel Bocca

## La saison
La saison est marquée par une suspension du championnat à partir du 13 mars après le début de la propagation de la pandémie de Covid-19 en France. Le 30 avril, la LNR propose l'arrêt définitif du championnat, après une réunion extraordinaire organisée la veille avec tous les membres du bureau exécutif et les présidents de clubs. Par conséquent, le titre national n'est pas attribué et aucune promotion, ni relégation n'est promulguée, à l'issue de cette édition ; la décision est définitivement approuvée par le comité directeur de la LNR le 2 juin.

## Effectif pro
| Nom                   | Poste            | Naissance         | Nationalité sportive | International     | Dernier club         | Arrivée au club (année) |
| --------------------- | ---------------- | ----------------- | -------------------- | ----------------- | -------------------- | ----------------------- |
| Francisco Fernandes   | Pilier           | 6 septembre 1985  | Portugal             |                   | Tyrosse RCS          | 2011                    |
| Timothée Lafon        | Pilier           | 17 février 1989   | France               | -                 | US Dax               | 2015                    |
| Vitolio Manukula      | Pilier           | 25 avril 1984     | France               | -                 | Aviron bayonnais     | 2014                    |
| Quentin Samaran       | Pilier           | 30 décembre 1997  | France               | -                 | Formé au club        | 2017                    |
| Jamie Hagan           | Pilier           | 15 janvier 1987   | Irlande              | Drapeau : Irlande | Melbourne Rebels     | 2017                    |
| Jorji Saldadze        | Pilier           | 25 mai 1994       | Géorgie              | -                 | RC Aia               | 2019                    |
| Yannick Arroyo        | Pilier           | 18 décembre 1998  | France               | -                 | Montpellier HR       | 2019                    |
| John Henry Fincham    | Pilier           | 19 mai 1999       | Afrique du Sud       | -                 | Formé au club        | 2019                    |
| Marco Pinto Ferrer    | Talonneur        | 11 novembre 1987  | Espagne              |                   | US Oyonnax rugby     | 2012                    |
| Dorian Marco-Pena     | Talonneur        | 14 août 1996      | France               | -                 | Formé au club        | 2016                    |
| Clément Estériola     | Talonneur        | 9 décembre 1990   | France               | -                 | RC Narbonne          | 2018                    |
| Benjamin Desroches    | Deuxième ligne   | 29 octobre 1989   | France               | -                 | SC Albi              | 2017                    |
| Yassine Maamry        | Deuxième ligne   | 8 juillet 1993    | Maroc                |                   | Provence rugby       | 2016                    |
| Karl Wilkins          | Deuxième ligne   | 28 février 1996   | Angleterre           | -                 | Formé au club        | 2016                    |
| Mathias Marie         | Deuxième ligne   | 9 janvier 1991    | France               | -                 | FC Grenoble          | 2017                    |
| Joseph Tuineau        | Deuxième ligne   | 18 août 1981      | Tonga                | -                 | US Dax               | 2018                    |
| Éloi Massot           | Troisième ligne  | 10 octobre 1990   | France               | -                 | CSA Bourgoin         | 2012                    |
| Jean-Baptiste Barrère | Troisième ligne  | 15 décembre 1989  | France               | -                 | Section paloise      | 2015                    |
| Karl Wilking          | Troisième ligne  | 8 février 1996    | Angleterre           |                   | Formé au club        | 2016                    |
| Jonathan Best         | Troisième ligne  | 2 mars 1983       | Algérie              |                   | FC Grenoble          | 2017                    |
| Tyrone Viiga          | Troisième ligne  | 9 juin 1991       | Îles Cook            |                   | Greater Sydney Rams  | 2017                    |
| Jean-Baptiste Grenod  | Troisième ligne  | 13 mars 1996      | France               | -                 | Formé au club        | 2018                    |
| Carl Vuillecard       | Troisième ligne  | 7 août 1997       | France               |                   | Tarbes PR            | 2018                    |
| Kelly Meafua          | Troisième ligne  | 16 octobre 1990   | Samoa                |                   | West Harbour RFC     | 2018                    |
| Arnaud Pic            | Demi de mêlée    | 21 novembre 1985  | France               |                   | US Dax               | 2018                    |
| Tomás Munilla         | Demi de mêlée    | 3 août 1998       | Espagne              |                   | Complutense Cisneros | 2018                    |
| Thibaut Bisman        | Demi de mêlée    | 7 février 1991    | France               | -                 | SC Albi              | 2019                    |
| Victor Dreuille       | Demi d'ouverture | 24 juillet 1998   | France               | -                 | Formé au club        | 2016                    |
| Dylan Russell         | Demi d'ouverture | 22 mars 1998      | France               | -                 | Stade montois        | 2018                    |
| Adrien Latorre        | Demi d'ouverture | 4 août 1990       | France               | -                 | FC Grenoble          | 2019                    |
| Álvar Gimeno          | 3/4 centre       | 15 décembre 1997  | Espagne              |                   | Valladolid RAC       | 2019                    |
| Apimeleki Nawaqatabu  | 3/4 centre       | 3 février 1995    | Fidji                | -                 | USA Perpignan        | 2017                    |
| Wesley Douglas        | 3/4 centre       | 28 novembre 1996  | Angleterre           | -                 | Formé au club        | 2016                    |
| Maxime Veau           | 3/4 centre       | 9 août 1988       | France               | -                 | US Oyonnax           | 2018                    |
| Savenaca Rawaca       | 3/4 centre       | 20 août 1991      | Fidji                | -                 | Aviron bayonnais     | 2018                    |
| Maxime Espeut         | 3/4 centre       | 20 août 1991      | France               | -                 | Formé au club        | 2018                    |
| Pierre Courtaud       | 3/4 centre       | 6 avril 1999      | France               | -                 | Formé au club        | 2019                    |
| Jeff Williams (en)    | 3/4 centre       | 7 septembre 1990  | Angleterre           | -                 | Stade Rodez          | 2019                    |
| Morad Touizni         | 3/4 aile         | 27 juillet 1992   | France               | -                 | Formé au club        | 2012                    |
| Roméo Ballu           | 3/4 aile         | 21 mars 1996      | France               | -                 | Formé au club        | 2017                    |
| Uwa Tawalo            | 3/4 aile         | 27 février 1992   | Fidji                | -                 | Biarritz olympique   | 2019                    |
| Jérôme Porical        | Arrière          | 20 septembre 1985 | France               |                   | Lyon OU              | 2017                    |
| Pierre Bérard         | Arrière          | 23 mai 1991       | France               | -                 | Castres olympique    | 2018                    |
| Thomas Zénon          | Arrière          | 4 mars 1999       | France               | -                 | Formé au club        | 2019                    |

## Calendrier et résultats
| - USA Perpignan - AS Béziers : 23-13 - AS Béziers - Valence Romans DR : 36-20 - Stade aurillacois - AS Béziers : 20-24 - AS Béziers - Provence rugby : 22-0 - USO Nevers - AS Béziers : 16-13 - AS Béziers - Oyonnax rugby : 20-15 - AS Béziers - Rouen NR : 18-12 - Biarritz olympique - AS Béziers : 30-20 - AS Béziers - Colomiers rugby : 15-22 - FC Grenoble - AS Béziers : 25-18 - AS Béziers - Soyaux Angoulême XV : 15-12 - Stade montois - AS Béziers : 30-10 - AS Béziers- US Montauban : 28-25 - AS Béziers - US Carcassonne : 22-9 - RC Vannes - AS Béziers : 9-6 | - AS Béziers - USO Nevers : 17-44 - Colomiers rugby - AS Béziers : 25-0 - AS Béziers - FC Grenoble : 16-25 - Rouen NR - AS Béziers : 18-19 - AS Béziers - Stade aurillacois : 16-12 - Oyonnax rugby - AS Béziers : 25-21 - AS Béziers - Stade montois : 55-17 - Valence Romans DR - AS Béziers : N'a pas été joué - AS Béziers- Biarritz olympique : N'a pas été joué - Soyaux Angoulême XV - AS Béziers : N'a pas été joué - AS Béziers - USA Perpignan : N'a pas été joué - US Carcassonne - AS Béziers: N'a pas été joué - US Montauban - AS Béziers : N'a pas été joué - AS Béziers - RC Vannes : N'a pas été joué - Provence rugby - AS Béziers : N'a pas été joué |

| Rang | Club                  | J  | V  | N | D  | Bo | Bd | Pm  | Pe  | Diff | Pts |
| ---- | --------------------- | -- | -- | - | -- | -- | -- | --- | --- | ---- | --- |
| 1    | Colomiers Rugby       | 23 | 17 | 0 | 6  | 5  | 4  | 573 | 381 | +192 | 77  |
| 2    | USA Perpignan (R)     | 23 | 16 | 0 | 7  | 8  | 4  | 671 | 426 | +245 | 76  |
| 3    | FC Grenoble (R)       | 23 | 14 | 1 | 8  | 7  | 2  | 572 | 399 | +173 | 67  |
| 4    | Oyonnax Rugby         | 23 | 14 | 0 | 9  | 5  | 6  | 589 | 414 | +175 | 67  |
| 5    | USO Nevers            | 22 | 14 | 0 | 8  | 4  | 0  | 520 | 475 | +45  | 60  |
| 6    | Biarritz olympique    | 23 | 12 | 1 | 10 | 4  | 5  | 513 | 451 | +62  | 59  |
| 7    | Soyaux Angoulême XV   | 22 | 11 | 2 | 9  | 3  | 4  | 430 | 449 | -19  | 55  |
| 8    | RC Vannes             | 23 | 12 | 0 | 11 | 3  | 3  | 460 | 485 | -25  | 54  |
| 9    | AS Béziers            | 23 | 12 | 0 | 11 | 3  | 3  | 450 | 453 | -3   | 54  |
| 11   | Stade montois         | 23 | 11 | 0 | 12 | 2  | 5  | 499 | 521 | -22  | 51  |
| 10   | US Carcassonne        | 22 | 11 | 1 | 10 | 1  | 2  | 469 | 544 | -75  | 49  |
| 12   | Provence Rugby        | 22 | 10 | 0 | 12 | 2  | 3  | 408 | 482 | -74  | 45  |
| 13   | US Montauban          | 22 | 8  | 1 | 13 | 1  | 6  | 446 | 528 | -82  | 41  |
| 14   | Stade aurillacois     | 23 | 7  | 0 | 16 | 2  | 8  | 429 | 545 | -116 | 38  |
| 15   | Rouen NR (P)          | 23 | 6  | 0 | 17 | 0  | 7  | 345 | 558 | -213 | 31  |
| 16   | Valence Romans DR (P) | 22 | 3  | 0 | 19 | 0  | 8  | 381 | 641 | -260 | 20  |

## Statistiques

### Championnat de France
Meilleurs réalisateurs
| Rang | Joueur | Poste | Points | Essais | Transf. | Pén. | Drops |
| ---- | ------ | ----- | ------ | ------ | ------- | ---- | ----- |
| 1    | -      | -     | -      | -      | -       | -    | -     |
| 2    | -      | -     | -      | -      | -       | -    | -     |
| 3    | -      | -     | -      | -      | -       | -    | -     |
| 4    | -      | -     | -      | -      | -       | -    | -     |
| 5    | -      | -     | -      | -      | -       | -    | -     |

Meilleurs marqueurs
| Rang | Joueur | Poste | Essais |
| ---- | ------ | ----- | ------ |
| 1    | -      | -     | -      |
| 2    | -      | -     | -      |
| 3    | -      | -     | -      |
| 4    | -      | -     | -      |
| 5    | -      | -     | -      |